# Сабуров, Пётр Петрович
Пётр Петрович Сабуров (14 января 1880, Санкт-Петербург — 26 марта 1932, Женева) — русский композитор, шахматист и шахматный организатор и функционер.

## Биография
Родился в семье известного дипломата П. А. Сабурова и Л. А. Сабуровой (урожд. Фицтум фон Экштедт). Старший брат — А. П. Сабуров, гражданский губернатор Санкт-Петербурга.
Окончил Царскосельский лицей. В 1901—1904 гг. служил в Министерстве иностранных дел. В 1906 г. вышел в отставку в чине коллежского асессора.
Жил в Санкт-Петербурге, занимался музыкой и шахматами.
С 1918 года — в эмиграции. Жил в Швейцарии.

## Шахматная деятельность
Участвовал в турнирах санкт-петербургских шахматных клубов, кружков и обществ.
Входил в оргкомитеты турниров в Остенде 1906 и 1907 гг. В турнире 1906 г. он также принимал участие в качестве игрока, но проиграл все 9 партий и выбыл после 1-го круга.
В 1906 г. участвовал в побочном турнире 15-го конгресса Германского шахматного союза (Нюрнберг, 1906 г.).
В 1907 г. Сабуров входил в оргкомитет 5-го Всероссийского турнира в Лодзи.
В 1909 г. вместе с Б. Е. Малютиным, Ю. О. Сосницким, В. А. Чудовским, С. А. Зноско-Боровским и Е. А. Зноско-Боровским организовал международный турнир памяти Чигорина в Петербурге.
В 1914 г. вместе с Б. Е. Малютиным и Ю. О. Сосницким входил в состав оргкомитета международного турнира в Петербурге. Руководителем оргкомитета был П. А. Сабуров.

Впоследствии о деятельности Сабурова в составе оргкомитета критически высказывался Г. Я. Левенфиш:
«Шахматное собрание в ознаменование своего юбилея решило устроить два крупных соревнования: турнир русских мастеров (без Рубинштейна и Бернштейна) и международный турнир гроссмейстеров, в который допускался также первый призер турнира мастеров. К сожалению, организация гроссмейстерского турнира была поручена Сабурову-младшему. Сей типичный представитель аристократической „золотой молодежи“, неспособный ни к какой работе, задумал заполнить свой досуг устройством шахматного соревнования. Ничего не смысля в шахматах, он решил комплектовать турнир сугубо бюрократически, по формальному признаку. Были приглашены только лица, завоевавшие когда-либо первый приз в международном турнире, хотя многие из них или совсем отошли от практической игры, или же давно утратили свое мастерство. К счастью, большинство ветеранов отказались от участия, и пожаловали в Петербург только 73-летний Блэкберн и Гунсберг, имевший многолетний перерыв в турнирной борьбе. <…> Интересы русских мастеров не учитывались Сабуровым. Только первый призер допускался в гроссмейстерский турнир. Остальные оставались за бортом, зато был соблюден полностью бюрократический принцип подбора участников».
В том же году участвовал в одном из побочных турниров 19-го конгресса Германского шахматного союза в Мангейме. После начала Первой Мировой войны вместе с другими русскими шахматистами был интернирован и помещен в тюрьму города Раштатт. Впоследствии был отпущен из тюрьмы (вместе с Алехиным, Богатырчуком и Коппельманом) и выехал в Швейцарию.
Вернулся в Россию и до 1918 г. был председателем Всероссийского шахматного союза. Вскоре после начала Гражданской войны снова уехал в Швейцарию.

## Музыкальная деятельность
В 1909 г. поступил на композиторское отделение Санкт-Петербургской консерватории. Самое известное произведение Сабурова — «Симфония любви». Впервые исполнено в 1925 г. в зале «Concert Classique» в Монте-Карло. Третья часть симфонии (скерцо) называется «Сеанс одновременной игры в шахматы».